# Kostel svatého Petra a Pavla (Těšnovice)
Kostel svatého Petra a Pavla je kostel v Těšnovicích v městské části Kroměříže zasvěcený apoštolům Petru a Pavlovi. Spolu se samostatně stojící zvonicí, opěrným zdivem (opevněním kostela) a sochou sv. Floriána je kulturní památkou České republiky evidovanou v Ústředním seznamu kulturních památek České republiky pod rejstříkovým číslem 28486/7-6160. V rejstříku je uváděno, že jádro kostela pochází z poloviny 13. století s renesanční úpravou a barokní přestavbou.

## Historie
Poprvé je kostel písemně připomínán v roce 1344, kdy papež Kliment VI. jmenoval těšnovického faráře Jaroslava, syna Vojslavova, olomouckým kanovníkem. Ze zápisu z roku 1403 je zřejmé, že k faře náležel i dvůr. V roce 1643 Švédové vypálili faru a vyloupili kostel včetně zvonů. Kostel utrpěl a jeho oprava skončila teprve po sto letech. V roce 1741 byl znovu vysvěcen. Na jižní straně kostela jsou umístěny sluneční hodiny s datem 1802, rozděleným do dvou cifer citátem z Listu Galatským svatého Pavla z Tarsu: "Pokud máme čas, prokazujme dobro všem". Hodiny s azimutem stěny 20° jsou svislé a mají rozměr 2,5 × 1,5 m2. Roku 1861 byla samostatně stojící věž zvonice (stojí cca 7 metrů od budovy kostela) zvýšena a roku 1889 byla obnovena věžní báň. Původ křížové cesty v obci potvrzují listiny z roku 1884.

## Duchovní správci
Duchovním správcem je administrátor excurrendo farnosti Kvasice R. D. Mgr. Marek Franciszek Jarosz.

## Socha svatého Floriána
O soše sv. Floriána je první písemná zmínka z roku 1775, kdy těšnovičtí konšelé podali stížnost u kroměřížského magistrátu na svého faráře Valentina Richtra za neoprávněné užívání pozemku nazývaného Vinohrádek a zahrady. Jedná se o sochu umístěnou na čtyřbokém, na bocích projmutém podstavci, který vyrůstá z obdélníkové základny se zaoblenými rohy. Ukončení podstavce tvoří římsa s hořícím domem. Na střeše domu stojí v plamenech postava světce v mírně podživotní velikosti a vylévá z vědra vodu do plamenů.  Socha původně stávala vlevo od silnice mezi Těšnovicemi a Velkými Těšany v lokalitě Ostré hory.

## Galerie

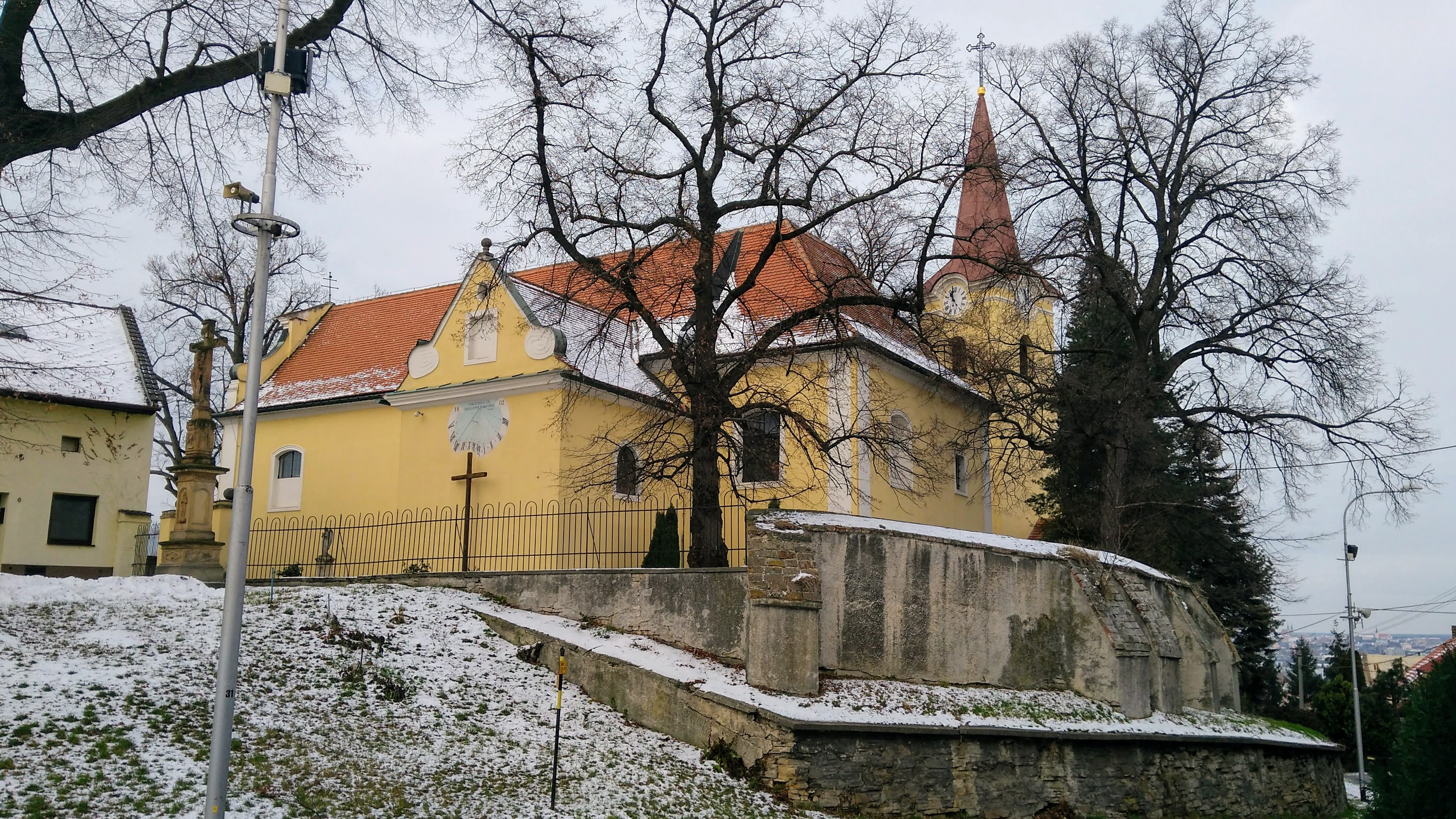
Kostel svatého Petra a Pavla s opěrným zdivem
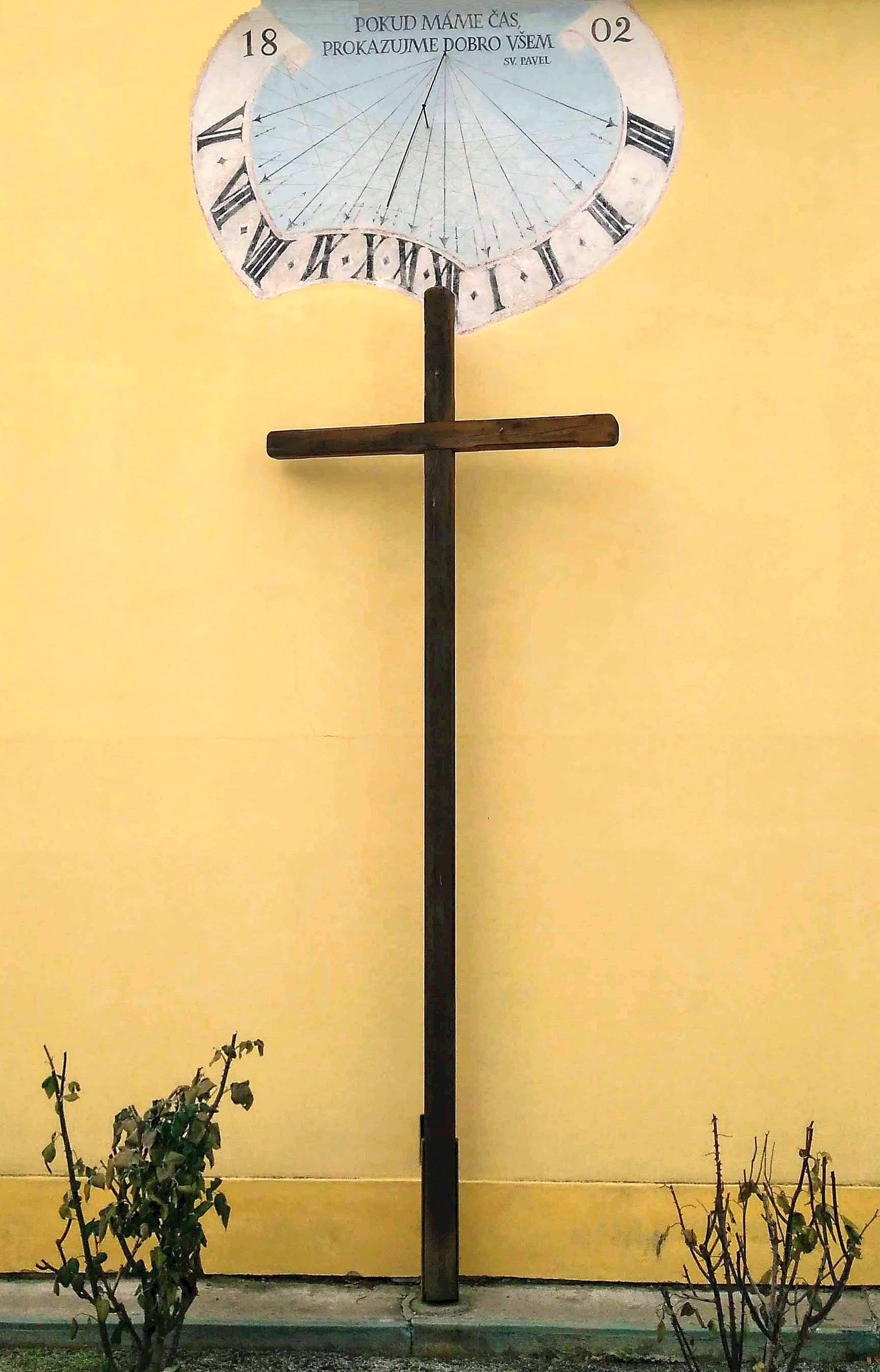
Sluneční hodiny
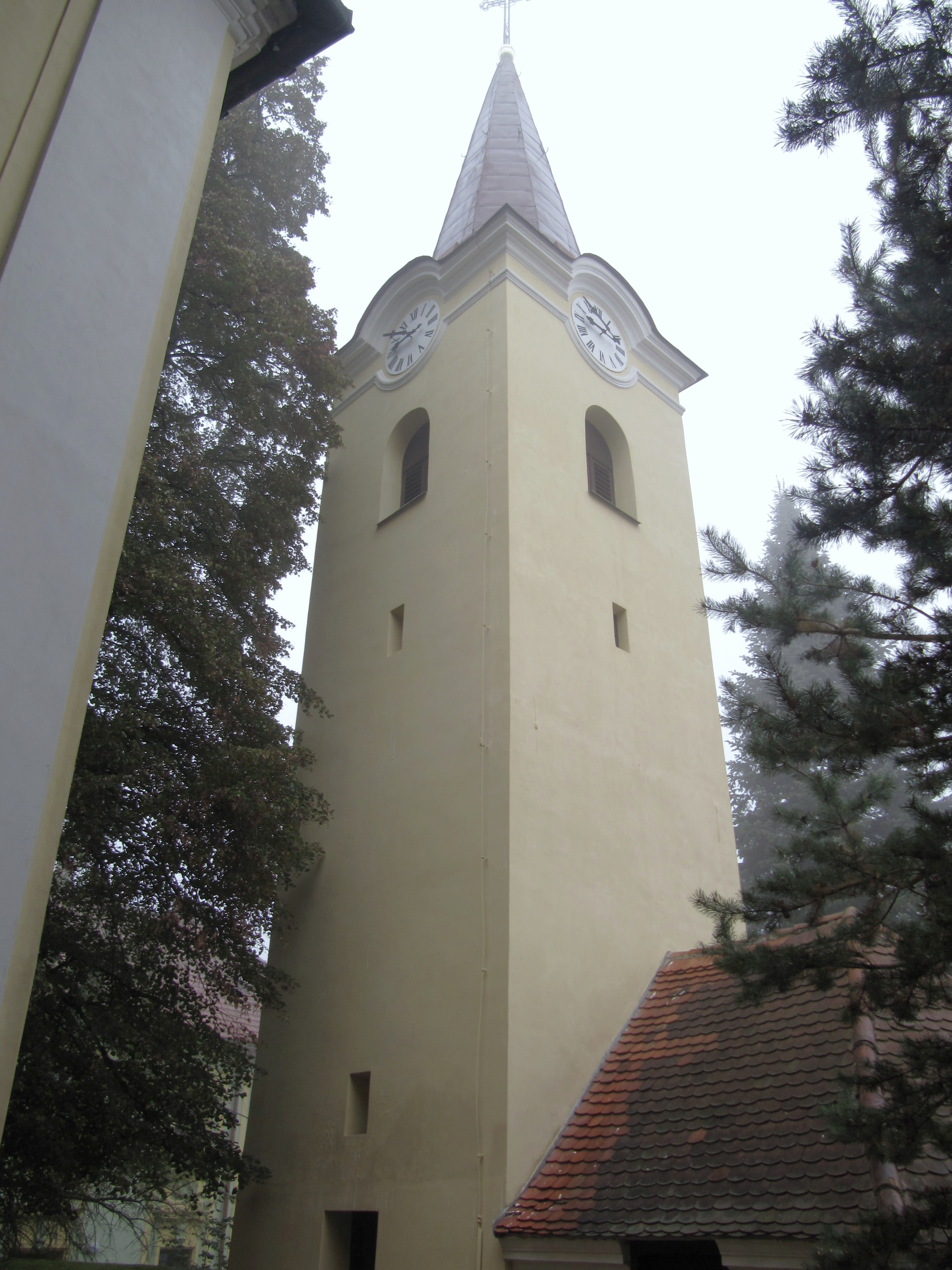
Samostatně stojící zvonice
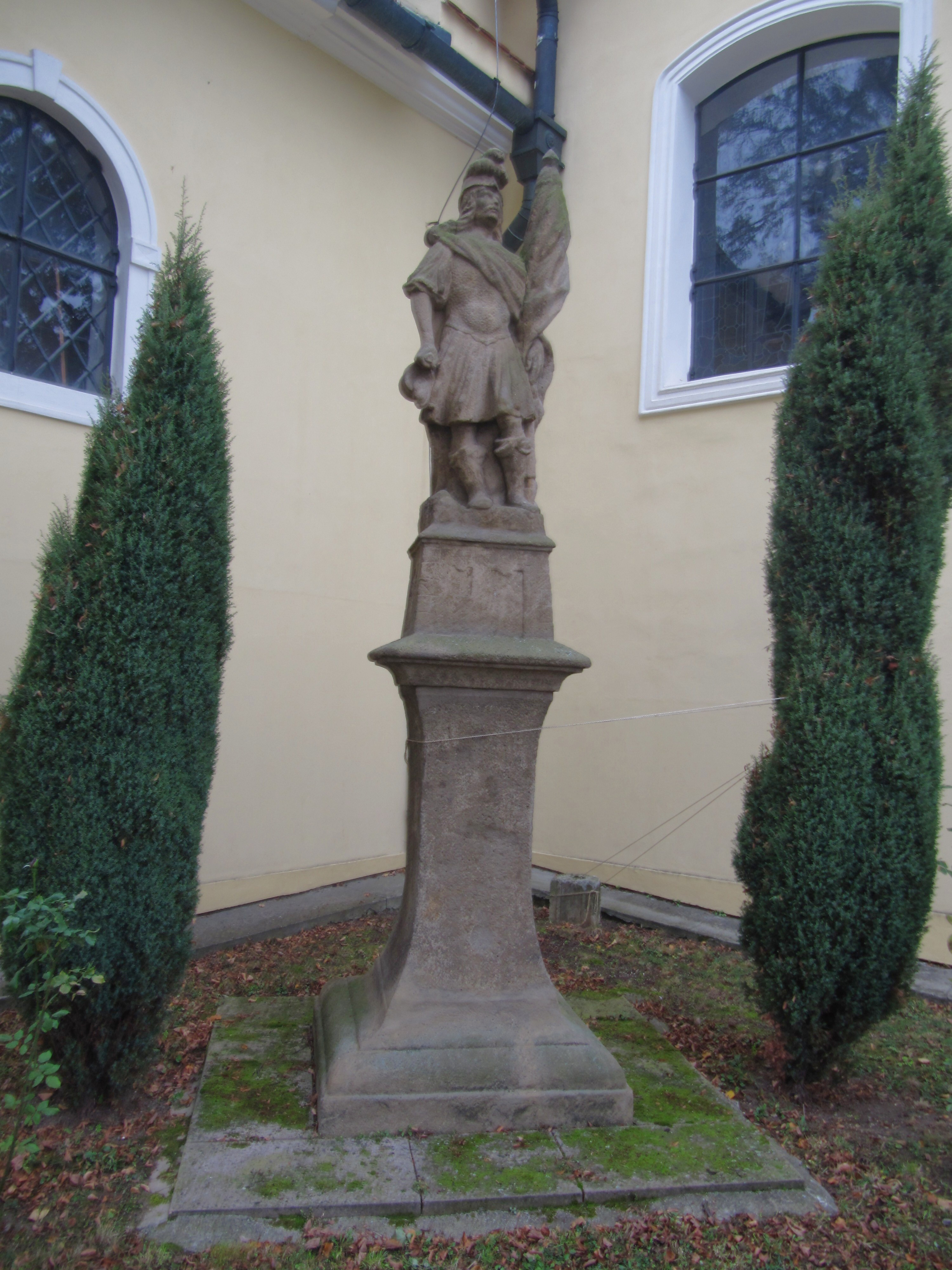
Socha svatého Floriána